# 卡拉傑克矩陣

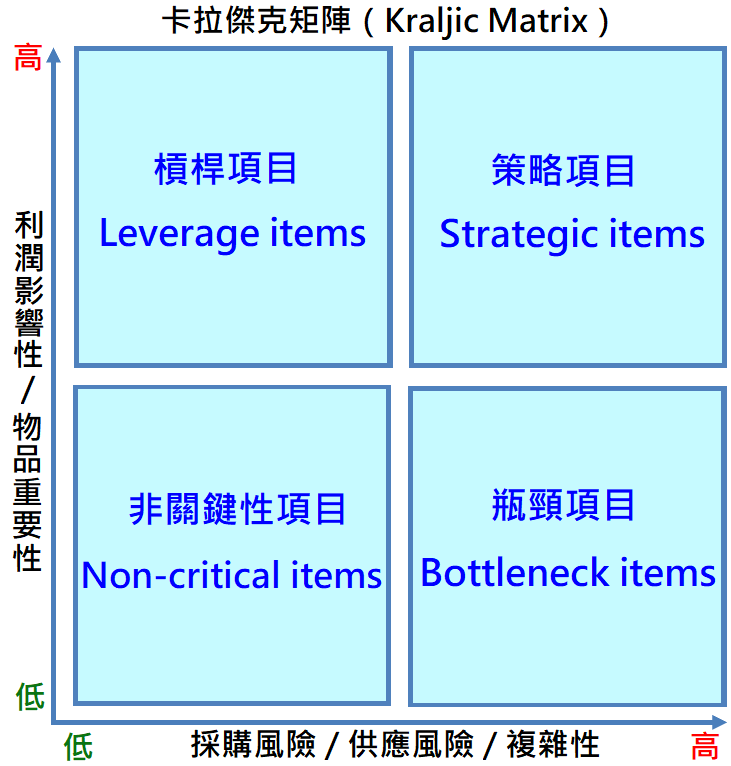
卡拉傑克矩陣（Kraljic Matrix）的中文翻譯

在供应链管理中，卡拉傑克矩陣（或稱卡拉傑克模型）是一種主要通過公司的採購或供應商的分類，根據供應市場的複雜性（或風險）和採購物品的重要性（或利潤影響性），細分成四種採購類型的項目策略。該矩陣以彼得·卡拉傑克（Peter Kraljic）的名字來命名，在1983年發表在《哈佛商業評論》上的一篇名為《採購必須成為供應管理》（Purchasing Must Become Supply Management）的文章中首次制定了該矩陣。

## 概述
卡拉傑克矩陣定義了以下四種採購類型的項目策略：非關鍵性項目（Non-critical items）、槓桿項目（Leverage items）、瓶頸項目（Bottleneck items）和策略項目（Strategic items）。